# Carnitine
La carnitine est un acide γ-aminé non protéinogène biosynthétisé à partir des acides α-aminés lysine et méthionine. Elle joue un rôle majeur dans le catabolisme des lipides chez les animaux, les levures et les plantes. Grâce à une fonction ammonium quaternaire, elle permet le transport des acides gras depuis le cytosol vers la matrice mitochondriale, où ils peuvent ensuite être catabolisés via la β-oxydation.
On a estimé qu'elle jouait un rôle dans certaines dégénérescences neurologiques (dont la maladie d'Alzheimer, la maladie de Friedreich) et dans l'azoospermie. Elle a deux stéréoisomères : sa forme biologique est la L-carnitine parfois appelée vitamine B11. La forme D serait biologiquement inactive.
Cette molécule est vendue comme complément alimentaire (supposée augmenter les performances sportives et/ou faire perdre du poids, avec des effets contestés et non démontrés dans les deux cas),,,.

## Histoire
Cette molécule a été découverte dans le muscle de bœuf en 1905 (on la retrouvera dans toutes les cellules d'eucaryotes). Sa structure biochimique a été déterminée en 1927. La carnitine a historiquement été identifiée comme un  facteur de croissance indispensable à la croissance du ver de farine (larve de Tenebrio molitor).

## Biosynthèse
La carnitine est synthétisée à partir d’acides aminés tels que la lysine via 4 différentes réactions enzymatiques. Cette voie de biosynthèse semble conservée chez les animaux, les levures et les plantes. Chez les animaux, l'énantiomère L ou R-(–) de la carnitine est synthétisé principalement par le foie et les reins à partir de lysine et de méthionine. La vitamine C (ou acide ascorbique) est essentielle pour la synthèse de carnitine. Pendant la croissance et la grossesse, le besoin de carnitine peut dépasser la quantité produite normalement par le corps.

## Rôle dans le métabolisme des acides gras
La carnitine transporte les chaînes acylées des acides gras vers la matrice mitochondriale. Les chaînes acylées y sont catabolisées par β-oxydation (hélice de Lynen) en acétate utilisable afin de former de l'énergie en passant par le cycle de Krebs. Chez certains champignons, la carnitine entre dans une voie de néoglucogenèse. Les acides gras doivent être activés avant de se fixer à la molécule et ainsi former l'acylcarnitine. L'acide gras libre du cytosol est lié par une liaison thioester à la coenzyme A (CoA). Cette réaction est catalysée par une enzyme : l'acyl-CoA synthétase, le transfert nécessite une ATPase, il y a donc consommation d'énergie provenant d'une liaison à haut potentiel d'hydrolyse.
Le groupe acyle fixé sur le CoA peut à présent être transféré sur la carnitine, et l'acylcarnitine résultant être transféré à travers la membrane vers la matrice mitochondriale. Les étapes sont les suivantes :
1. L'acyl-CoA est fixé à la carnitine par la carnitine acyltransférase I localisée sur la membrane mitochondriale externe ;
2. L'acylcarnitine formée est « poussée » dans l'espace intermembranaire ;
3. L'acylcarnitine est transférée dans la matrice par la carnitine-acylcarnitine translocase ;
4. L'acylcarnitine est convertie en acyl-CoA (libre dans la matrice) par la carnitine acyltransférase II localisée sur la membrane mitochondriale interne. La carnitine libre retourne dans le cytosol par la carnitine-acylcarnitine translocase.

Certaines anomalies génétiques causent un déficit en carnitine, affectant les différentes étapes de ce processus et donc les voies métaboliques des acides gras.
La carnitine acyltransférase I subit une inhibition allostérique à la suite du malonyl-CoA, un intermédiaire dans la synthèse des acides gras, afin d'éviter un phénomène cyclique entre β-oxydation (catabolisme) et synthèse des acides gras (anabolisme).

Pointillé orange : membrane externe ; trait plein bleu : membrane interne.

## Rôle dans la physiologie cellulaire
La carnitine intervient également dans le transport de l’acétate contenu dans le peroxysome, issu de la β-oxydation peroxysomale des acides gras de grande taille, vers le cytosol, sous forme d’acétyl-carnitine. Elle intervient aussi dans l’homeostasie du Coenzyme A. Comme d’autres composés à ammonium quaternaire, la carnitine peut également jouer un rôle d’osmolyte, et être impliquée dans la protection de la cellule contre le stress osmotique chez les bactéries, les animaux et les plantes. Chez les plantes oléagineuses, la carnitine joue un rôle dans la germination en permettant la mobilisation et la dégradation des réserves lipidiques et la croissance précoce de la plantule, avant l’acquisition de la capacité à réaliser la photosynthèse.

## Effets physiologiques

### Effets sur la masse osseuse
Avec l'âge, le taux cellulaire de carnitine diminue, affectant le métabolisme des acides gras dans divers tissus, et notamment les os car le métabolisme des ostéoblastes (cellules permettant le renouvèlement des os et la maintenance de la masse osseuse) implique un besoin constant de carnitine.
Les changements du taux plasmatique d'ostéocalcine semblent corrélés à l'activité des ostéoblastes. On remarque une diminution de cette concentration chez des sujets atteints d'ostéoporose ou de femmes ménopausées. L'administration de carnitine ou de propionyl-L-carnitine in vivo peut faire augmenter le niveau plasmatique d'ostéocalcine qui diminue régulièrement avec l'âge,.

### Effet antioxydant et anti-inflammatoire
La supplémentation en L-carnitine entraîne une réduction des niveaux de protéine C-réactive (CRP), d'interleukine 6 (IL-6), de facteur de nécrose tumorale alpha (TNF-α) et de mélondialdéhyde (MDA), et une augmentation de la superoxyde dismutase (SOD). Cependant, aucun effet significatif de la L-carnitine sur la glutathion peroxydase (GPx) et la capacité totale antioxydante (TAC) n'a été constaté.

### Rôle dans l'athérosclérose et le risque cardiovasculaire
Manger beaucoup de viande rouge est épidémiologiquement associé à un risque accru de mortalité et de problèmes cardiovasculaires.
Les graisses saturées et le cholestérol ont été les premiers suspectés, mais des études impliquent aussi la carnitine. Ainsi, une étude publiée par Nature (2013) a conclu que dans le microbiome (la communauté d'environ 100 milliards de bactéries qui vivent dans l'intestin humain et participent activement à la digestion), certaines des bactéries présentes dans l'intestin des mangeurs de viande (mais non des végétariens) métabolisent la carnitine de la viande rouge induisant une chaîne de réaction conduisant à l'athérosclérose (durcissement des artères).
Le Dr Hazen, coauteur avait déjà démontré (2011), que certaines bactéries du microbiome pouvaient favoriser l'athérosclérose via la métabolisation de la choline et de la phosphatidylcholine (protéines présentes dans les œufs et la viande) qu'elles transforment en triméthylamine ensuite métabolisée dans le foie pour créer la triméthylamine N-oxyde, ou TMAO qui favorise l'athérosclérose et la crise cardiaque. La « L-carnitine » est une triméthylamine (proche de la choline). Chez la souris et chez des volontaires humains, l'ingestion d'un repas de steak de viande rouge est suivie d'une élévation de la teneur sanguine en carnitine et en TMAO ; sauf si un traitement antibiotique tuant les microbes intestinaux leur a été préalablement administré (dans ce cas, le taux sanguin de carnitine s'élève, mais le repas de steak n'induit plus la forte augmentation du taux de TMAO). Cette TMAO semble donc bien être produit par les bactéries ou nécessiter leur présence, et n'est trouvé que dans les selles d'individus « mangeurs de viande rouge » qui ont des taux élevés de TMAO ; la flore intestinale des végétariens ne contient pas de bactéries spécialisées dans la digestion de la viande. Des végétariens volontaires n'ont pas produit de TMAO après avoir mangé un repas de steak (ou des pilules de carnitine), ce qui suggère que leurs bactéries ne digèrent pas la carnitine. Un lien a été recherché et trouvé entre la survenue d'une affection cardiaque et le niveau de carnitine et de TMAO chez un panel de plus de 2 500 personnes, mais uniquement chez les personnes ayant un niveau de TMAO élevé, ce qui est corroboré par les expériences faites sur des souris. Le lien de cause à effet n'est pas encore clairement expliqué, mais il semble que la TMAO interfère négativement avec les enzymes hépatiques qui produisent certaines substances biliaires acides destinées à aider à éliminer l'excès de mauvais cholestérol (LDL). Deux groupes de bactéries semblent impliquées dans ces effets aggravant les effets du cholestérol : Clostridium et Fusobacterium.
Chez l'être humain, la stéatohépatite non alcoolique (SHNA) est associée à un accroissement de la lipogenèse, source de malonyl-CoA (M-CoA), l’inhibiteur de l’enzyme clé de la β-oxydation mitochondriale des acides gras (OAGmit) : la carnitine palmitoyltransférase 1A (CPT1-A).

## Usages pharmaceutiques possibles

### Contre le diabète?
La carnitine aurait un effet positif sur le diabète de type 2.

### Contre certaines stérilités masculines
Lors d'un essai contrôlé, la carnitine a amélioré la qualité du sperme dans certains cas de stérilité masculine.
Elle contribue à la mise en réserve d'énergie du spermatozoïde, lors de son transit épididymaire. Avec un spermogramme, il est alors possible en analysant le taux de carnitine, de déceler une pathologie obstructive.

### Comme complément alimentaire ou diététique?
La carnitine a été utilisée comme complément alimentaire pour perdre du poids (à doser de 2 à 3 g/j), mais « l'effet sur la perte de poids, tant vanté par certains fabricants de suppléments américains, est également controversé », faute d'efficacité scientifiquement démontrée (même en association avec des exercices physiques). Dans le domaine vétérinaire et de l'alimentation d'animaux domestiques (chat) pour limiter l'obésité induite par les aliments industriels.
La L-carnitine et ses sels (acétyle, tartrate, propionyle, etc.) ont aussi été testés pour tenter d'améliorer des performances sportives, dont en coingestion avec de la caféine, avec des effets mitigés et même discutés sur l'athlète. La supplémentation en carnitine semble pouvoir aider l'athlète à utiliser ses graisses comme substrat d'énergie, pourrait retarder la sensation de fatigue après l'effort, ou diminuer le temps de récupération musculaire (sous forme de tartrate de carnitine), mais tout en semblant sans effet notable sur la performance hormis pour une étude trouvant une amélioration.
La L-carnitine réduisant le taux d'hormone thyroïdienne sa supplémentation, parfois recommandée pour des malades immunodéprimés, est toutefois déconseillée aux personnes souffrant d'hypothyroïdie ou de maladie liée à la thyroïde,.

### Autres
La supplémentation en l-carnitine a montré des effets bénéfiques sur les résultats inflammatoires et cliniques des patients gravement malades.

## Aliments riches en carnitine
Les aliments contenant le plus de carnitine sont la viande rouge et les produits laitiers. Diverses noix, graines (citrouille, tournesol, sésame), légumes (artichaut, asperge, betterave, brocoli, chou de Bruxelles, chou cavalier, ail, moutarde, gombo, persil, chou frisé), fruits (abricot, banane) et céréales (sarrasin, maïs, millet, avoine, son de riz, seigle, etc.) en contiennent aussi, quoiqu'en quantités bien moindres.[réf. nécessaire]
| Aliment           | Quantité          | Carnitine (mg) |
| ----------------- | ----------------- | -------------- |
| Steak de bœuf     | 100 g             | 95             |
| Bœuf haché        | 100 g             | 94             |
| Porc              | 100 g             | 27,7           |
| Bacon             | 100 g             | 23,3           |
| Tempeh            | 12 cL             | 19,5           |
| Morue             | 100 g             | 5,6            |
| Blanc de poulet   | 100 g             | 3,9            |
| Fromage américain | 100 g             | 3,7            |
| Crème glacée      | 104 mL            | 3,7            |
| Lait entier       | 104 mL            | 3,3            |
| Avocat            | de taille moyenne | 2              |
| Fromage blanc     | 104 mL            | 1,1            |
| Pain complet      | 100 g             | 0,36           |
| Asperge           | 100 g             | 0,195          |
| Pain blanc        | 100 g             | 0,147          |
| Macaroni          | 100 g             | 0,126          |
| Beurre d'arachide | 100 g             | 0,083          |
| Riz (cuit)        | 100 g             | 0,0449         |
| Œufs              | 100 g             | 0,0121         |
| Jus d'orange      | 104 mL            | 0,0019         |